# Voetbalbond van Sint Maarten
De Voetbalbond van Sint Maarten of Sint Maarten Soccer Association (SMSA) is de voetbalbond van Sint Maarten.
De SMSA is opgericht in 1979 en is geen zelfstandig lid van de FIFA maar sinds 1998 wel lid van de CONCACAF. De SMSA organiseert het Kampioenschap van Sint Maarten en is verantwoordelijk voor het voetbalelftal van Sint Maarten.